# 大尉の娘

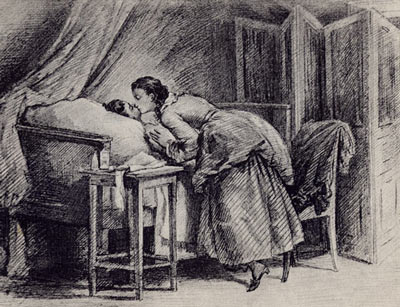
「大尉の娘」の押絵

『大尉の娘』（たいいのむすめ、ロシア語: Капитанская дочка カピターンスカヤ・ドーチュカ）は、ロシアの詩人アレクサンドル・プーシキンが1836年に発表した、散文小説（ロマン・роман）である。本作は、ロシア帝国時代に実際に発生した争乱であるプガチョフの乱（1773年 - 1775年）を題材としている。

## 背景

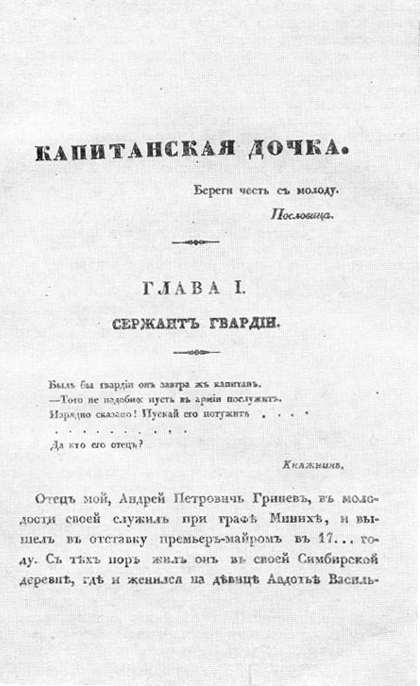
『同時代人』第4号初出時の1頁目

1832年末に着想、翌1833年初に起稿し、1836年9月に完成した。同年11月、自身が創刊した文学雑誌『同時代人』（Современник）第4号において発表された。なお、本作出版から4か月後、プーシキンは決闘で負った致命傷により絶命した。
もともとプガチョフの乱に大きな興味を持っていたプーシキンは、『大尉の娘』起稿後、帝国軍書庫での資料検分、反乱が起きた現地（オレンブルクやオラルなど）での取材・調査などを丹念に積み重ねた。その成果は、研究論文『プガチョフ史』（История Пугачева, 1833年完成、皇帝ニコライ1世により『プガチョフ反乱史』に改題）として先に結実する。創作として本命の『大尉の娘』は、それから3年以上の月日を費やして完成させたことになる。
プガチョフの戦史である『プガチョフ史』に対し、『大尉の娘』は基本的には青年貴族の恋と冒険を描いた物語だが、その時代の被支配層の生活や生き方を伝えるものともなっており、ロシアの地とそこに住む人々すべてに関心を寄せていたプーシキンの世界観がよく表れた作品となっている。
本作着想の大きなヒントとなったのは、実際にプガチョフの乱においてプガチョフ一派の捕虜となった貴族の士官ミハイル・シヴァンヴィチ少尉の存在を知ったからだといわれている。捕らえられたシヴァンヴィチは、プガチョフ一派の通訳として働き、反乱平定後はその咎により逮捕され、処刑されたとも、女帝エカチェリーナ2世の恩赦があったともいわれ、いくつかの説がある。主人公とシヴァーブリンは、この人物から創造されたキャラクターとされている。なお、複数の研究者はこの作品には英文学者ウォルター・スコットの影響が見られると指摘している。

## 構成
本作は14章から構成されており、“グリニョフ家に伝わる手記”として話が進められる。物語はおおむね、
- 主人公ピョートル・グリニョフの辺境への旅
- 配属されたベラゴールスクでの生活
- 逆賊の侵攻
- プガチョフ一派との邂逅
- マーリヤとの再会
- ピョートルの逮捕とマーリヤの直訴

という筋運びである。
第13章には、プーシキン自身によって省略された箇所があるものの、市販された出版物には、たいてい本編後にこの削除箇所が掲載されている。また現在、日本国内で最も入手しやすい岩波文庫版では、第1章の前に「前詞」が掲載されているが、この箇所が掲載されることはほとんどなく、ロシアで一般的に入手できるペーパーバックにも掲載されていない。

## 登場人物

### 主要人物
ピョートル・アンドレーイチ・グリニョフ (Петр Андреич Гринев)
主人公。17 - 18歳。シンビルスク（現在のウリヤノフスク）に領地を持つ貴族の子息として、サンクトペテルブルクの近衛士官に任官されるはずだったが、父親が敢えて、辺境の守備隊へ単なる士官として配属させる。階級は少尉補（Прапорщик）。幼名ペトルーシャ。
エメリヤン・イヴァーナヴィチ・プガチョフ (Емельян Иванович Пугачёв)
ドン川流域に住む豪族（カザーク、いわゆるコサック）、ドンスキーエ・カザーキ（ドン・コサック）出身の脱獄囚。不審死を遂げたとされる皇帝ピョートル3世の名を騙り、ヨーロッパ・ロシア辺境地域で各地のカザークや農民（農奴）、非ロシア人（バシキール人およびキルギス人など）を率いて反乱を起こす。史実では1744年生なので、本作での年齢は30歳程度と推定できる。
マーリヤ・イヴァーナヴナ・ミローナヴァ (Марья Ивановна Миронова)
ロシア帝国軍ベラゴールスク要塞の司令官・ミローナフ大尉の一人娘。年齢は“18歳くらい”と表現される。愛称マーシャ（Маша）。平穏・素朴な生活に育つ。
アルヒープ・サヴェーリイチ (Архип Савельич)
グリニョフ家の忠実な家来。年配者。主人公の付添い人としてベラゴールスク要塞に住む。

### ベラゴールスク要塞の人物
イヴァーン・クーズィミチ・ミローナフ (Иван Кузмич Миронов)
ロシア帝国軍大尉。貴族ではない叩き上げの士官で、ベラゴールスク要塞の司令官として、要塞守備隊とカザーク部隊を率いる。軍務に忠実な、純朴な人物として描かれる。
ヴァシリーサ・エガローヴナ・ミローナヴァ (Василиса Егоровна Миронова)
ミローナフ大尉の妻。軍務には関わらないが、ベラゴールスク要塞の軍人たちを、家族のように仕切っている。20年ほど前に、夫ともにこの要塞に転じてきたという。
アレクセイ・イヴァーヌィチ・シヴァーブリン (Алексей Иваныч Швабрин)
士官。貴族出身で元々は近衛士官だったが、5年前に殺人を犯した咎で単なる士官に格下げされ、ベラゴールスク要塞に左遷された。
イヴァーン・イグナーチィチ（Иван Игнатьич、姓記なし）
ロシア帝国軍中尉。ミローナフ大尉の副官。隻眼の年配者で、過去なんども戦争に出征した経歴がある。
マクシイムィチ (Максимыч)
伍長。カザーク出身だが、ミローナフ夫妻や士官から信頼されている下士官として描かれる。
パラーシャ (Палаша)
ミローナフ家の女中。作中では、親しみをこめたパラーシカ (Палашка) の名で呼ばれることが多い。なお、同名の女中がグリニョフ家にもいるが別人。
ゲラーシム神父 (Герасим)
ベラゴールスクの村にあるロシア正教会の神父。
アクリーナ・パンフィーラヴナ（Акулина Памфиловна, 姓記なし）
ゲラーシム神父の妻。おしゃべり。

### その他
アンドレィ・ピョートラヴィチ・グリニョフ (Андрей Петрович Гринев)
主人公の父親。元軍人。貴族として宮廷に忠誠を誓い続けている。
アヴドーチャ・ヴァシリーエヴナ・グリニョヴァ (Авдотья Васильевна Гринева)
主人公の母親。
アンドレィ・カールラヴィチ・Ｒ（Андрей Карлович Р, 姓は頭文字のみ登場）
ロシア帝国軍将軍。オレンブルク方面軍の総司令官と考えられる。主人公の父親の元同僚で、主人公をベラゴールスク要塞へ配属した。
イヴァーン・イヴァーヌィチ・ズーリン (Иван Иваныч Зурин)
ロシア帝国軍大尉→少佐。驃騎兵連隊所属。主人公がオレンブルクに赴く途中に出会う。
エカチェリーナ2世 (Екатерина Ⅱ)
ロシア帝国を治める女帝。
アーンナ・ヴラスィェヴナ（Анна Власьевна、姓記なし）
夏に宮廷が置かれるツァールスコエ・セローの近郊の町・ソフィヤの、馬車駅の駅長の妻。

## 物語の設定地
ベラゴールスク（Белогорск）
主人公が赴任する“ベラゴールスク要塞”とは、守備隊が駐屯するだけの単なる村であり、城や砦があるわけではない。この村は架空の集落だが、ヨーロッパ・ロシアのほぼ東端となるウラル山脈西方の都市・オレンブルクからさらに40ヴィルスタ（露里・約43km程度）離れた、ヤイーク川（ウラル川）に近い場所とされる。18世紀のロシア帝国は、ヤイーク川対岸のカザフ西北部に影響力を及ぼしていたが、国境線はヤイーク川に引いており、物語が舞台とする地域のイメージをはっきり示している。現在ウラル川は、ロシア連邦とカザフスタン共和国の国境となっている。

## 現存する原稿と初出誌
ロシア国立A.S.プーシキン博物館（モスクワ）に、プーシキン直筆の『大尉の娘』の草案や原稿、初出誌「同時代人」第4号が収蔵されており、一般公開されている。

## おもな日本語版
- 『花心蝶思録 : 露国奇聞』 高須治助訳、明治16年（1883年）、著者名「プシキン」表記。NDLJP:896764
  - 『露国稗史スミスマリー之伝』表紙の書名: 露国情史スミスマリー之伝。上記の別版、高須治助訳、1886年11月、著者名「プシキン」表記。NDLJP:994853
- 『士官の娘』 徳田末雄・足立荒人訳、集成堂、1904年。NDLJP:896908
  - 『士官の娘』 - 『徳田秋聲全集』第26巻、八木書店、2002年。ISBN 4-8406-9726-4
- 『大尉の娘』 中村白葉訳、新潮文庫、1954年、のち改版[注釈 5]。電子書籍で再刊
- 『大尉の娘』 神西清訳、岩波文庫、改版2006年3月。ISBN 4003260430
  - 『大尉の娘』 神西清訳 -『プーシキン全集 4 小説』、池田健太郎解説、河出書房新社（全6巻）、1972年、再版1979年

初訳は昭和前期、他に「スペードの女王／大尉の娘」グーテンベルク21(電子書籍)
- 『大尉の娘』 金子幸彦訳、「世界文学全集20」筑摩書房、1967年。新版「筑摩世界文学大系30 プーシキン」1972年
- 『大尉の娘』 木村浩訳、「世界文学全集」集英社、1970年、新版1980年ほか
- 『大尉の娘』 川端香男里訳、未知谷、2013年。ISBN 4896424239
- 『大尉の娘』 坂庭淳史訳、光文社古典新訳文庫、2019年。ISBN 4334753981、電子書籍も刊

## 映画
下記は世界中で製作された本作を原作とした映画の一覧である。日本公開のものには日本語題を付した。
- 『士官の娘』 : 監督細山喜代松、日本、1915年 [11]
- 『大尉の娘』 La figlia del capitano : 監督マリオ・カメリーニ、イタリア、1947年 - 日本未公開・テレビ放映題 [12]
- 『テンペスト』 La tempesta : 監督アルベルト・ラットゥアーダ、イタリア、1958年 [13]
- Капитанская дочка : 監督ヴラディミール・カプルノフスキー、ソビエト連邦、1959年
- Русский бунт : 監督アレクサンドル・プローシキン、ロシア、1999年 - ストーリーの一部やキャラクターの設定が若干異なるが、ほぼ原作通りに製作された作品である[要出典]。
- Капитанская дочка : アニメーション、ロシア、2005年

## 舞台
- 『黒い瞳』『ル・ボレロ・ルージュ』 : 宝塚歌劇団月組、日本、1998年
- 『黒い瞳』『ロック・オン！』宝塚歌劇団雪組、日本、2011年
- 『黒い瞳』『VIVA FESTA！』宝塚歌劇団宙組、博多座、2019年